# Liste des lieux patrimoniaux du comté de Guysborough
Cet article recense les lieux patrimoniaux du comté de Guysborough en Nouvelle-Écosse inscrit au répertoire des lieux patrimoniaux du Canada, qu'ils soient de niveau provincial, fédéral ou municipal.

## Liste
| [ 1 ] | Lieu patrimonial                                    | Illustration              | Municipalité          | Adresse                  | Coordonnées      | No    | Constr. | Prot.                                | Rec. | Notes |
| ----- | --------------------------------------------------- | ------------------------- | --------------------- | ------------------------ | ---------------- | ----- | ------- | ------------------------------------ | ---- | ----- |
| M     | Kirk Memorial United Church                         | Téléverser                | Aspen                 | 1007 Glenelg Church Road | 45.2809 -62.0768 | 15161 | 1878    | Municipally Registered Property      | 1990 |       |
| F     | Fort de l'Île-Grassy                                | Téléverser                | Canso                 |                          | 45.3374 -60.972  | 11666 | 1735    | LHN                                  | 1962 |       |
| F     | Îles Canso                                          | Îles Canso                | Canso                 | School Street            | 45.3466 -60.9707 | 14304 |         | LHN                                  | 1925 |       |
| F     | Tour de Phare                                       | Téléverser                | Country Island        |                          | 45.1 -61.54      | 2933  | 1964    | Recognized Federal Heritage Building | 2003 |       |
| M     | Holy Trinity Anglican Church                        | Téléverser                | Country Harbour Mines | 16733 Route 316          | 45.2554 -61.8299 | 14935 |         | Municipally Registered Property      | 1995 |       |
| M     | Heritage Goldenville Society                        | Téléverser                | Goldenville           | 199 Goldenville Road     | 45.1243 -62.009  | 15156 | 1900    | Municipally Registered Property      | 1999 |       |
| M     | Laurel Rebekah Lodge                                | Téléverser                | Goldboro              |                          | 45.1804 -61.6506 | 14901 |         | Municipally Registered Property      | 1986 |       |
| M     | Campbell & MacKeen Law Office                       | Téléverser                | Guysborough           | 146 Main St.             | 45.394 -61.5003  | 14881 |         | Municipally Registered Property      | 1997 |       |
| M     | Christ Church Anglican                              | Téléverser                | Guysborough           | 144 Church St.           | 45.3892 -61.499  | 14932 | 1877    | Municipally Registered Property      | 1995 |       |
| F     | Édifice du gouvernement du Canada / bureau de poste | Téléverser                | Guysborough           | 120 Main Street          | 45.393 -61.498   | 9489  | 1902    | Recognized Federal Heritage Building | 1995 |       |
| P     | Harbour House                                       | Téléverser                | Guysborough           | 163 Green Street         | 45.3893 -61.4964 | 3407  | 1830    | Provincially Registered Property     | 1993 |       |
| P     | Jost House                                          | Téléverser                | Guysborough           | 62 Main Street           | 45.3911 -61.4974 | 13539 |         | Provincially Registered Property     | 1991 |       |
| M     | Jost’s Wharf Building                               | Téléverser                | Guysborough           |                          | 45.3916 -61.498  | 14897 |         | Municipally Registered Property      | 2002 |       |
| P     | Old Guysborough Court House Museum                  | Téléverser                | Guysborough           | 283 Church Street        | 45.3892 -61.4986 | 3053  | 1843    | Provincially Registered Property     | 1989 |       |
| M     | Commercial Cable Building                           | Commercial Cable Building | Hazel Hill            | 10 Front Street          | 45.3282 -61.0278 | 5744  | 1888    | Municipally Registered Property      | 2006 |       |
| M     | Isaac’s Harbour United Baptist Church               | Téléverser                | Isaacs Harbour        | 382 Isaac’s Harbour Rd   | 45.1803 -61.6605 | 14841 |         | Municipally Registered Property      | 1997 |       |
| M     | Stormont Masonic Lodge numéro 96                    | Téléverser                | Isaacs Harbour        | 530 Isaac’s Harbour Rd   | 45.1747 -61.6553 | 14898 |         | Municipally Registered Property      | 2003 |       |
| F     | Tour de phare                                       | Téléverser                | Isaacs Harbour        |                          | 45.165 -61.655   | 4805  | 1928    | Recognized Federal Heritage Building | 1990 |       |
| M     | New Chester Community Club                          | Téléverser                | New Chester           |                          | 45.0236 -62.2106 | 15141 | 1915    | Municipally Registered Property      | 1994 |       |
| F     | Phare                                               | Téléverser                | Queensport            |                          | 45.347 -61.272   | 2922  | 1936    | Recognized Federal Heritage Building | 2002 |       |
| M     | St. Vincent de Paul Church                          | Téléverser                | Queensport            | 5475 Route 16            | 45.3399 -61.2695 | 14933 |         | Municipally Registered Property      | 1995 |       |
| M     | The Reynolds Property                               | Téléverser                | Queensport            | 5525 Hwy 16              | 45.2412 -61.3529 | 14930 |         | Municipally Registered Property      | 1998 |       |
| M     | St. Thomas Church                                   | Téléverser                | Salmon River Lake     | 4029 South River Rd      | 45.3592 -61.7204 | 14934 |         | Municipally Registered Property      | 1998 |       |
| M     | 16 Cameron Road                                     | Téléverser                | Sherbrooke            | 16 Cameron Road          | 45.1429 -61.9866 | 14741 | 1894    | Municipally Registered Property      | 1994 |       |
| F     | Édifice du Gouvernement du Canada                   | Téléverser                | Sherbrooke            | 15 Main Street           | 45.1418 -61.9834 | 10973 | 1930    | Recognized Federal Heritage Building | 1998 |       |
| M     | Stormont Union Church                               | Téléverser                | Stormont              | 15324 Route 316          | 45.2306 -61.7499 | 14936 |         | Municipally Registered Property      | 1995 |       |